# Radioåret 1976

## Händelser

### Mars
- 8 mars - Radio 210 (senare 2-Ten FM) börjar sända i Readingområdet i Storbritannien.[1]
- 16 mars - Downtown Radio, den första oberoende lokalradiostationen i Nordirland i Storbritannien, börjar sända i Belfastområdet.[1]

### April
- 12 april - Beacon Radio (tidigare Beacon Radio, Beacon Radio 303) börjar sända i Wolverhamptonområdet i Storbritannien; och blir sista station i första vågen av oberoende lokalradiostationer som börja sända.[1]

## Radioprogram

### Sveriges Radio
- 1 december - Årets julkalender är Teskedsgumman, i repris från 1967.[2]

## Födda
- 30 november - Simon Svensson, svensk programledare.
- 28 december - Elin Ek, svensk programledare.

## Avlidna
- 27 maj – Uno Stenholm, 65, svensk radionyhetsuppläsare.[3]

### Fotnoter
1. 1 2 3  Radiomusications: Radio Reference: Independent Local Radio Stations (TBS Editors); läst 28 april 2008
2. ↑  ”1976, Teskedsgumman”. Sveriges Radio. http://sverigesradio.se/barn/julkalendrar/1976.stm. Läst 31 augusti 2015.
3. ↑   Horisont 1976. Bertmarks